# Zwemmen op de Olympische Zomerspelen 2012 – 200 meter vlinderslag mannen
De 200 meter vlinderslag mannen op de Olympische Zomerspelen 2012 in Londen vond plaats op 30 juli, series en halve finales, en 31 juli 2012, finale. Omdat het zwembad waarin de wedstrijd gehouden werd 50 meter lang is, bestond de race uit vier baantjes. Na afloop van de series kwalificeerden de zestien snelste zwemmers zich voor de halve finales, de snelste acht uit de halve finales gingen door naar de finale. Regerend olympisch kampioen was Michael Phelps uit de Verenigde Staten.

## Records
Voorafgaand aan het toernooi waren dit het wereldrecord en het olympisch record.
| Wereldrecord     | Michael Phelps | 1.51,51 | Rome   | 29 juli 2009     |
| Olympisch record | Michael Phelps | 1.52,03 | Peking | 13 augustus 2008 |

## Uitslagen

### Series
| Rang | Naam | Land | Tijd                 | Serie            | Baan    | Bijz. |
| ---- | ---- | ---- | -------------------- | ---------------- | ------- | ----- |
| 1    | 5    | 3    | Dinko Jukic          | Oostenrijk       | 1:54.79 | Q     |
| 2    | 5    | 6    | Tyler Clary          | Verenigde Staten | 1:54.96 | Q     |
| 3    | 3    | 7    | Velimir Stjepanovic  | Servië           | 1:54:99 | Q     |
| 4    | 3    | 3    | Chad le Clos         | Zuid-Afrika      | 1:55.23 | Q     |
| 5    | 5    | 4    | Michael Phelps       | Verenigde Staten | 1:55.53 | Q     |
| 6    | 3    | 5    | Chen Yin             | China            | 1:55.60 | Q     |
| 7    | 3    | 6    | Kazuya Kaneda        | Japan            | 1:55.70 | Q     |
| 8    | 4    | 4    | Takeshi Matsuda      | Japan            | 1:55.81 | Q     |
| 9    | 4    | 3    | László Cseh          | Hongarije        | 1:55.86 | Q     |
| 10   | 3    | 4    | Wu Peng              | China            | 1:55.88 | Q     |
| 11   | 5    | 2    | Paweł Korzeniowski   | Polen            | 1:56.09 | Q     |
| 12   | 5    | 5    | Nick D'Arcy          | Australië        | 1:56.25 | Q     |
| 13   | 4    | 5    | Bence Biczó          | Hongarije        | 1:56.51 | Q     |
| 14   | 5    | 1    | Chris Wright         | Australië        | 1:56.69 | Q     |
| 15   | 4    | 1    | Nikolay Skvortsov    | Rusland          | 1:56.76 | Q     |
| 16   | 3    | 1    | Ioannis Drymonakos   | Griekenland      | 1:56.97 | Q     |
| 17   | 4    | 6    | Kaio de Almeida      | Brazilië         | 1:56.99 |       |
| 17   | 3    | 2    | Joe Roebuck          | Groot-Brittannië | 1:56.99 |       |
| 19   | 4    | 7    | Marcin Cieślak       | Polen            | 1:57.07 |       |
| 20   | 5    | 7    | Roberto Pavoni       | Groot-Brittannië | 1:57.55 |       |
| 21   | 4    | 2    | Leonardo Deus        | Brazilië         | 1:58.03 |       |
| 22   | 2    | 3    | Pedro Oliveira       | Portugal         | 1:58.45 |       |
| 23   | 4    | 8    | Stefanos Dimitriadis | Griekenland      | 1:58.79 |       |
| 24   | 3    | 8    | Robert Zbogar        | Slovenië         | 1:58.99 |       |
| 25   | 2    | 8    | Mauricio Fiol        | Peru             | 1:59.02 |       |
| 26   | 5    | 8    | Joseph Schooling     | Singapore        | 1:59.18 |       |
| 27   | 2    | 1    | Marcos Lavado        | Venezuela        | 1:59.31 |       |
| 28   | 2    | 2    | Illya Chuyev         | Oekraïne         | 1:59.65 |       |
| 29   | 2    | 5    | Alexandru Coci       | Roemenië         | 1:59.67 |       |
| 30   | 2    | 7    | Hsu Chi-Chieh        | Chinees Taipei   | 1:59.81 |       |
| 31   | 2    | 6    | David Sharpe         | Canada           | 1:59.87 |       |
| 32   | 1    | 4    | Gal Nevo             | Israël           | 1:59.98 |       |
| 33   | 2    | 4    | Alexandre Liess      | Zwitserland      | 2:00.13 |       |
| 34   | 1    | 3    | Omar Pinzon          | Colombia         | 2:02.32 |       |
| 35   | 1    | 6    | Diego Castillo       | Panama           | 2:04.72 |       |
| 36   | 1    | 5    | Yousef Al-Askari     | Koeweit          | 2:05.41 |       |
| 37   | 1    | 2    | Hocine Haciane       | Andorra          | 2:06.37 |       |

### Halve finales
| Rang | Naam                | Land             | Tijd    | Serie | Baan | Bijz. |
| ---- | ------------------- | ---------------- | ------- | ----- | ---- | ----- |
| 1    | Takeshi Matsuda     | Japan            | 1.54,25 | 1     | 6    | Q     |
| 2    | Chad le Clos        | Zuid-Afrika      | 1.54,34 | 1     | 5    | Q     |
| 3    | Chen Yin            | China            | 1.54,43 | 1     | 3    | Q     |
| 4    | Michael Phelps      | Verenigde Staten | 1.54,53 | 2     | 3    | Q     |
| 5    | Tyler Clary         | Verenigde Staten | 1.54,93 | 1     | 4    | Q     |
| 6    | Dinko Jukić         | Oostenrijk       | 1.54,95 | 2     | 4    | Q     |
| 7    | Paweł Korzeniowski  | Polen            | 1.55,06 | 2     | 7    | Q     |
| 8    | Velimir Stjepanović | Servië           | 1.55,13 | 2     | 5    | Q     |
| 9    | Bence Biczó         | Hongarije        | 1.55,36 | 2     | 6    |       |
| 10   | Kazuya Kaneda       | Japan            | 1.55,56 | 1     | 6    |       |
| 11   | Wu Peng             | China            | 1.55,65 | 1     | 2    |       |
| 12   | László Cseh         | Hongarije        | 1.55,88 | 2     | 2    |       |
| 13   | Nick D'Arcy         | Australië        | 1.56,07 | 1     | 7    |       |
| 14   | Nikolaj Skvortsov   | Rusland          | 1.56,53 | 2     | 8    |       |
| 15   | Ioannis Drymonakos  | Griekenland      | 1.58,05 | 1     | 8    |       |
| 16   | Chris Wright        | Australië        | 1.58,56 | 1     | 1    |       |

### Finale
| Rang   | Naam                | Land             | Tijd    | Baan | Bijz. |
| ------ | ------------------- | ---------------- | ------- | ---- | ----- |
| Goud   | Chad le Clos        | Zuid-Afrika      | 1.52,96 | 5    |       |
| Zilver | Michael Phelps      | Verenigde Staten | 1.53,01 | 6    |       |
| Brons  | Takeshi Matsuda     | Japan            | 1.53,21 | 4    |       |
| 4      | Dinko Jukić         | Oostenrijk       | 1.54,35 | 7    |       |
| 5      | Tyler Clary         | Verenigde Staten | 1.55,06 | 2    |       |
| 6      | Velimir Stjepanović | Servië           | 1.55,07 | 8    |       |
| 7      | Paweł Korzeniowski  | Polen            | 1.55,08 | 1    |       |
| 8      | Chen Yin            | China            | 1.55,18 | 3    |       |